# ジャンコイ空軍基地
ジャンコイ空軍基地（ウクライナ語: Джанкой авіабаза、ロシア語: Джанкой аэродром）は、クリミア半島ジャンコイにある軍用飛行場。2014年のロシアによるクリミア併合以降はロシア軍の基地として利用されている。
2024年現在、NASAによる衛星画像では滑走路が2500mまで延長されていることが示されている。

## 概要
1995年、ジャンコイ飛行場はウクライナの民間空港の国家登録簿に登録され、1999年には複雑な気象条件下でも昼夜を問わずあらゆるクラスの航空機の発着が可能となる国際空港として認定された。
2022年10月現在、ロシア航空宇宙軍の第39親衛独立ヘリコプター連隊が同基地を利用している。

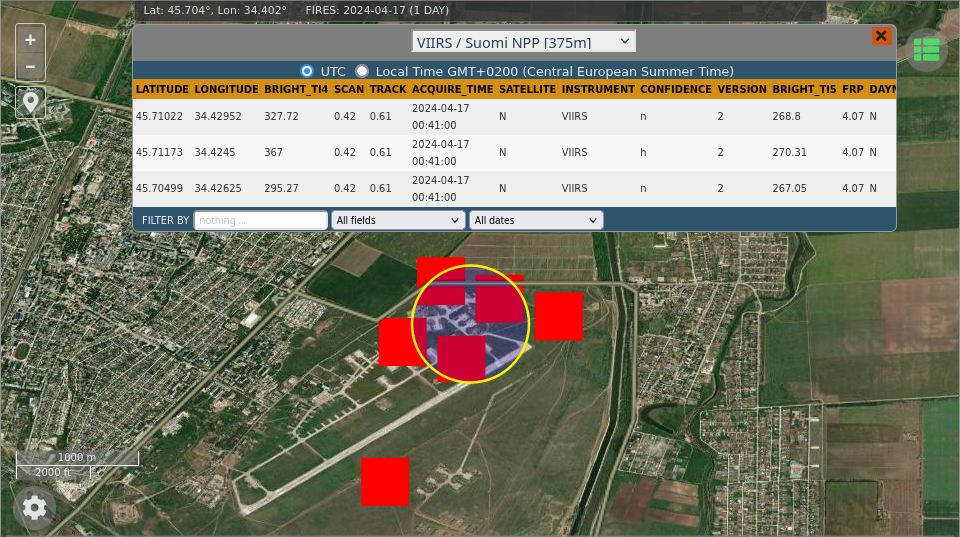
NASAのFIRMSによる2024年4月17日00時41分00秒（UTC）からのジャンコイ空軍基地での6件の火災を示す画像

2024年4月17日、クリミアの空軍基地で6回の爆発が報告された。ロシアの軍事ブロガーとウクライナの情報筋は、ATACMSまたは弾道ミサイルが使用されたと考えている。これらのミサイルのいくつかはクラスター弾を発射した。少なくとも6回の爆発と複数の二次爆発が地元住民によって報告された。
4月19日、その後の衛星写真では、3～5基のS-300/S-400の部品が破壊され、その他にも、損傷したが取り外された機器を示唆する「焦げ跡」のある場所が確認された。ウクライナはその後、空軍基地で複数のミサイルが発射された映像を公開した。